# Raoul Billerey
Raoul Billerey (Émile Gaston Maurice Billeret; * 12. Oktober 1920 in Nizza; † 28. Juli 2010 in Limoux) war ein französischer Stuntman, Waffenmeister beim Film und Schauspieler.

## Leben
Billerey interessierte sich früh für das Theater und machte die Bekanntschaft des Schauspielers Pierre Renoir; nach dem Zweiten Weltkrieg debütierte er 1946 auf der Bühne in Die Liebe der drei Orangen. Zu Beginn der 1950er Jahre lernte er bei Claude Carliez das Fechten und wurde bald von André Hunebelle als Stuntman und Waffenmeister seiner zahlreichen Abenteuerfilme engagiert. Auch als Fechter und Darsteller meist kleinerer Rollen war Billerey in über 150 Filmen und Fernsehfilmen aktiv. Vor allem in den Mantel-und-Degen-Filmen aus französischer Produktion war er ein gefragter Spezialist für Actionszenen. Bis ins Jahr vor seinem Tod spielte er auch zahlreiche Rollen auf der Bühne, so seine letzte in Jésus II als Adam.

## Filmografie (Auswahl)
- 1960: Austerlitz – Glanz einer Kaiserkrone (Austerlitz)
- 1961: Im Zeichen der Lilie (Le miracle des loups)
- 1962: Cartouche, der Bandit (Cartouche)
- 1962: Der scharlachrote Musketier (Le chevalier de Pardaillan)
- 1964: Heiße Hölle Bangkok (Banco à Bangkok pour OSS 117)
- 1966–1969: Allô Police (Fernsehserie, 2 Folgen)
- 1985: Das freche Mädchen (L’effrontée)
- 1986: Betty Blue – 37,2 Grad am Morgen (Betty Blue)
- 1987: Wenn die Sonne nicht wiederkäme (Si le soleil ne revenait pas)
- 1987: Ertrinken verboten (Noyade interdite)
- 1988: Chouans! – Revolution und Leidenschaft (Chouans!)
- 1988: Die kleine Diebin (La petite voleuse)
- 1989: Der Krieg ist aus (Après la guerre)
- 1992: Diên Biên Phú – Symphonie des Untergangs (Diên Biên Phú)
- 1994: D’Artagnans Tochter (La fille de d’Artagnan)
- 1996: Launen eines Flusses (Les caprices d’un fleuve)
- 2002: Jet Lag – Oder wo die Liebe hinfliegt (Décalage horaire)
- 2004: Im Spiegel des Bösen (À ton image)